# Luz (película)
Luz  (conocida también como Luz: The Flower of Evil o Luz, la flor del mal) es una película colombiana de 2019, dirigida y escrita por Juan Diego Escobar Alzate y protagonizada por Yuri Vargas. En octubre de 2019 hizo parte de la Selección Oficial Competencia Fantástica en el Festival de Cine Fantástico de SITGES en España. Fue seleccionada en las competencias oficiales de los festivales Nocturna Madrid, Almería Western Film Festival, Montevideo Fantástico y Buenos Aires Rojo Sangre, donde ganó en las categorías de Mejor Película Iberoamericana, Mejor Fotografía, Mejor Montaje y Mejor Actriz por Yuri Vargas. Luz es distribuida internacionalmente por la plataforma de cine de género y fantástico más importante del mundo, Shudder, entre otros.
Actualmente Luz tiene en su haber más de 68 selecciones oficiales en festivales de cine internacionales y cosechó 20 premios.
Fue nominada como película latinoamericana fantástica del año por parte de la Méliès International Festivals Federation - MIFF (Federación Internacional de Festivales de Méliès), una red de los 25 festivales top de género de 16 países, entre los que se destacan Sitges, Fantastic Fest, Fantasía, Neuchatel, Bifan y Mórbido. Preseleccionada para representar a Colombia en los premios Oscar y nominada a los premios Macondo en la categoría de Mejor Actriz de Reparto (Sharon Guzmán).

## Sinopsis
En la espesura de las montañas, un líder predicador conocido como "El Señor" empieza a perder la credibilidad tras prometerle a los ingenuos habitantes que invocaría a una especie de dios en forma infantil. Sin embargo, la aparición de dos enigmáticos personajes pondrá en jaque el verdadero significado de la fe.

## Reparto
- Yuri Vargas es Uma.
- Conrado Osorio es El Señor.
- Jim Muñoz es Adán.
- Daniel Páez es Elías.
- Johan Camacho es Jesús.
- Marcela Robledo es Ángela.
- Sharon Guzmán es Zion.
- Andrea Esquivel es Laila.

## Festivales
- Sitges, Festival de Cine Fantástico de Cataluña, 2019, España (Oficial Fantastic Competición) Premiere Mundial
- Nocturna Madrid 2019, España (Sección Oficial en Competencia)
- Almería Western Film Festival 2019, España (Sección Oficial en Competencia)
- Mórbido 2019, México (Ganador SILVER SKULL Mejor película Latinoaméricana) Premiere Latinoaméricana
- Buenos Aires Rojo Sangre 2019, Argentina (Ganadora Mejor película Iberoamericana, Mejor Fotografía, Mejor Montaje, Mejor Actuación por Yuri Vargas)
- Montevideo Fantástico 2019, Uruguay (Película en Competencia)
- Blood Window Screenings 2019, Argentina (Screenings)
- Meliés D'or Latinoamérica 2019, Argentina (Nominado a Mejor película fantástica del año)
- NOX Film Fest, Uruguay (Sección Oficial en Competencia)
- INSÓLITO Fest 2020, Perú (Sección Oficial en Competencia)
- Glasgow Film Festival 2020, Escocia (Sección Oficial en Competencia) Premiere Reino Unido
- FANTASPOA 2020, Brasil (Sección Oficial en Competencia)
- SOMBRA 2020, España (Sección Blood Window)
- Galacticat 2020, España (Sección Oficial en Competencia)
- IndieBo 2020, Colombia (Película de Clausura)
- Night Visions 2020, Finlandia (Sección Oficial en Competencia)
- Buffalo Dreams 2020, Estados Unidos (Ganador Mejor Película, Mejor Director, Mejor Actor por Conrado Osorio)
- Horrible Imaginings 2020, Estados Unidos (Mejor Película, Mejor Director, Mejor Actor por Conrado Osorio, Mejor Dirección de Fotografía)
- Ravenna Nightmare Film Festival 2020, Italia - Mención Especial Mejor Director
- Panamá Horror Film Festival 2020, Panamá - (Sección Oficial en Competencia)
- FANT Bilbao 2020, Spain - (Sección Panorama)
- Espanto Film Fest 2021, México - (Sección Oficial a Competencia)
- Macabro Film Fest 2021, México - (Sección Oficial a Competencia)
- El Grito 2021, Venezuela - (Sección Oficial)
- Festival Internacional de Cine de Cuenca, Ecuador - (Zona Oscura)
- IIK!!-kauhuelokuvafestivaali, Finlandia - (Official Selection)
- Oltre lo specchio, Italy - (Official Selection)
- Curtas 2020, Spain - (Honorable Mention Best Latin Film)
- FESAALP 2020, Argentina - Best Film "Aullidos"
- Fractured Visions 2021, UK - (Official Selection)
- Terror Córdoba 2020, Argentina - (Official Selection)
- Festival 1000 Gritos 2020, Argentina - (Official Selection)
- Bogotá Horror Film Festival 2021, Colombia - (Official Selection)
- Zinema Zombie Film Fest 2021, Colombia - (Official Selection)
- Medellin Horror Film Festival 2021, Colombia - (Mejor Película)
- SFTF Festival de Sci-Fi, Terror y Fantasía 2021, Colombia (Mejor Película)
- IndieCork Film Festival 2021, Ireland - (Official Selection)
- The Galactic Imaginarium Film Festival 2021, Rumania - (Fantasy Official Selection)
- Festival Boca do Inferno 2021, Brasil - (Official Selection)
- CUTÚN | Festival de terror y fantasía, 2021, Chile - (Official Selection)

## Distribución
Luz es distribuida por Shudder, Raven Banner y Dark Sky Films